# Himertosoma variegatum
Himertosoma variegatum là một loài tò vò trong họ Ichneumonidae.